# Kings and Queens (album)
Kings and Queens – dziesiąty album studyjny niemieckiego heavymetalowego gitarzysty Axela Rudiego Pella. Wydawnictwo zostało wydane 1 marca 2004 roku nakładem wytwórni płytowej Steamhammer/SPV. Nagrania zostały zarejestrowane w Redhouse Studios w Gelsenkirchen we współpracy z Charliem Bauerfeindem. Album trafił na 40. miejsce Niemieckiej Listy Przebojów.

## Lista utworów
Opracowano na podstawie materiału źródłowego.
1. "The Gate (Intro)" (utwór instrumentalny) – 1:01
2. "Flyin’ High" – 4:01
3. "Cold Heaven" – 5:18
4. "Strong as a Rock" – 4:52
5. "Forever Angel" – 6:00
6. "Legions of Hell" – 8:40
7. "Only the Strong Will Survive" – 5:32
8. "Sailing Away" – 5:50
9. "Take the Crown" – 6:48
10. "Sea of Evil" – 8:25

Muzyka i teksty: Axel Rudi Pell.

## Twórcy
Opracowano na podstawie materiału źródłowego.
| - Ferdy Doernberg – instrumenty klawiszowe - Volker Krawczak – gitara basowa - Axel Rudi Pell – gitara, produkcja, zdjęcia - Mike Terrana – perkusja - Johnny Gioeli – śpiew | - Ulf Horbelt – mastering - Marc Klinnert – okładka - André Marsell – oprawa graficzna - Charlie Bauerfeind – produkcja, miksowanie, inżynieria dźwięku |